# Ohiopyle
Ohiopyle é um distrito localizado no estado norte-americano de Pensilvânia, no Condado de Fayette.

## Demografia
Segundo o censo norte-americano de 2000, a sua população era de 77 habitantes.
Em 2006, foi estimada uma população de 75, um decréscimo de 2 (-2.6%).

## Geografia
De acordo com o United States Census Bureau tem uma área de
1,3 km², dos quais 1,1 km² cobertos por terra e 0,2 km² cobertos por água. Ohiopyle localiza-se a aproximadamente 686 m acima do nível do mar.

## Localidades na vizinhança
O diagrama seguinte representa as localidades num raio de 16 km ao redor de Ohiopyle.